# Pritha nana
Pritha nana är en spindelart som först beskrevs av Simon 1868.  Pritha nana ingår i släktet Pritha och familjen Filistatidae. Inga underarter finns listade i Catalogue of Life.